# Oberkochen
Oberkochen è un comune tedesco di 8 002 abitanti situato nel land del Baden-Württemberg. Nel paese si trova la sede della Carl Zeiss.
Il territorio comunale ospita le sorgenti del fiume Kocher Nero.

## Amministrazione

### Gemellaggi
Oberkochen è gemellata con:
- Montebelluna, Italia, dal 1992